# Formostenus fuscipennis
Formostenus fuscipennis là một loài tò vò trong họ Ichneumonidae.